# Émilie Dequenne
Émilie Dequenne (Belœil, 29 augustus 1981 – Villejuif, 16 maart 2025) was een Belgisch actrice.

## Carrière
Tussen 1989 en 1996 bezocht Dequenne de Académie de Musique in Baudour en van 1994 tot 1996 was zij aangesloten bij het theatergezelschap Théâtre de la Relève in Ladeuze. Dequenne brak op 17-jarige leeftijd door met haar debuutrol in de film Rosetta (1999), waarvoor ze een Gouden Palm voor beste actrice op het Filmfestival van Cannes ontving. In 2012 won ze op datzelfde festival de uitzonderlijke Un Certain Regard Award voor beste actrice voor haar rol in À perdre la raison. In 2021 won ze de César voor beste vrouwelijke bijrol voor haar rol in Les Choses qu'on dit, les choses qu'on fait.

## Filmografie
- Close (2022)
- Les Choses qu'on dit, les choses qu'on fait (2020)
- Je ne rêve que de vous (2019)
- Au revoir là-haut (2017)
- Les Hommes du feu (2017)
- Chez nous (2017)
- Maman a tort (2016)
- Par accident (2015)
- The missing (2014)
- Pas son genre (2014)
- Divin Enfant (2014)
- Möbius (2013)
- La Traversée (2012)
- À perdre la raison (2012)
- La Meute (2010)
- La Fille du RER (2009)
- J'ai oublié de te dire (2009)
- Chacun son cinéma (2007)
- La vie d'artiste (2007)
- Écoute le temps (2006)
- Le Grand Meaulnes (2006)
- La Ravisseuse (2005)
- Les États-Unis d'Albert (2005)
- Avant qu'il ne soit trop tard (2005)
- The Bridge of San Luis Rey (2004)
- L'équipier (2004)
- L'Américain (2004)
- Mariées mais pas trop (2003)
- Une femme de ménage (2002)
- Oui, mais (2001)
- Le Pacte des loups (2001)
- Rosetta (1999)

## Persoonlijk leven
Dequenne groeide op in Vaudignies waar haar ouders een schrijnwerkerij uitbaatten. In 2002 kreeg Dequenne een dochter. In 2014 huwde Dequenne in Parijs. In augustus 2023 werd een zeldzame vorm van kanker vastgesteld. Ze overleed op 16 maart 2025 op 43-jarige leeftijd.